# Szymon Konarski

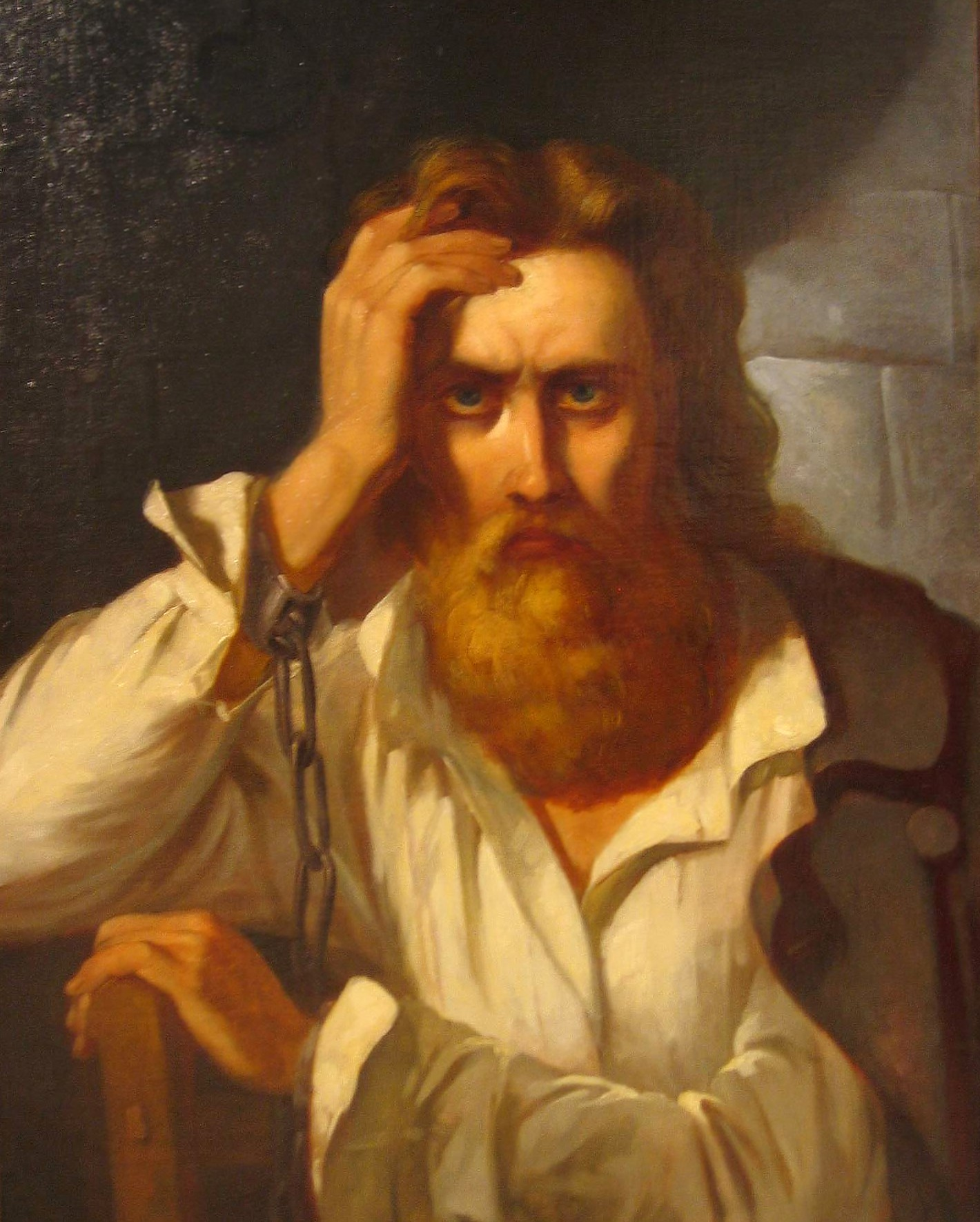
Szymon Konarski

 Szymon Konarski, auch Janusz Hejbowicz und Janusz Niemrawa (* 5. März 1808 in Dobkiszki bei Sejny; † 27. Februar 1839 in Wilna), war ein polnischer Politiker, Freiheitskämpfer, Teilnehmer des Novemberaufstandes und Vertreter der polnischen Demokratiebewegung.

## Herkunft und Familie
Konarski wurde als Sohn von Jerzy Stefan Konarski und Paulina geborene Wiszniewska, in dem Dorf Dobkiszki in der Nähe von Sejny geboren. Sein Vater war Oberst der polnischen Armee und hatte sowohl am Russisch-Polnischen Krieg als auch am Kościuszko-Aufstand teilgenommen. Im Alter von 9 Jahren besuchte Konarski eine calvinistische Schule in Sejny und anschließend eine Handelsschule in Łomża.

## Politischer Werdegang
Konarski wurde Mitglied des Jungen Polen, einer polnischen Fraktion der Bewegung Junges Europa. Er wurde beeinflusst von dem russischen Dezembristen Pestel und kritisierte die polnische Aristokratie und den Regierungschef der polnischen Revolutionsregierung Czartoryski. Zusammen mit Jan Czyński (1801–1867), Leon Zaleski (1810–1841) und Adam Sperczyński war er ab 1835 Herausgeber der demokratischen Zeitung „Północ“. Er wurde von der französischen Polizei verhaftet und nach England gebracht. Konarski ging zurück nach Brüssel, wo er Lelewel traf. Unter dem Namen Burhardt Sievers zog er später nach Krakau, als Janusz Hejbowicz  ging er nach Olyka. Die Geheimagenten von Louis-Philippe I. gaben die Informationen von Konarskis wahrer Identität an die Russen weiter, woraufhin Konarski am 27. Mai 1838 in der Nähe von Wilna verhaftet und am 27. Februar 1839 hingerichtet wurde.